# Elvis (Baustelle)
| Recensione           | Giudizio |
| -------------------- | -------- |
| Rockol               |          |
| All Music Italia     |          |
| Ondarock             |          |
| Rolling Stone Italia | Positivo |

Elvis è il nono album in studio del gruppo musicale italiano Baustelle, pubblicato il 14 aprile 2023.

## Descrizione
L'album giunge a 5 anni di distanza dal precedente L'amore e la violenza vol. 2, anticipato dal primo singolo Contro il mondo e annunciato nel gennaio del 2023.
Dal punto di vista tematico, i dieci brani vogliono tratteggiare una serie di personaggi descritti nella fase cadente della loro vita; a tal proposito, Francesco Bianconi ha così spiegato il titolo: 
Musicalmente, si discosta molto dai due precedenti lavori, incentrati più su un synth pop di forte stampo elettronico; tornano qui predominanti le chitarre elettriche, insieme alla classica formazione rock con basso e batteria, accompagnati spesso da fiati, organo hammond e pianoforte. Per la prima volta nella loro carriera, il sound si avvicina a matrici blues e soul, con l'aggiunta di cori gospel e rimandi anche ad un certo tipo di glam rock degli anni 70.

## Tracce
Testi di Francesco Bianconi, eccetto la traccia 7 (Francesco Bianconi e Rachele Bastreghi).
1. Andiamo ai rave – 4:30 (musica: Alberto Bazzoli, Francesco Bianconi, Lorenzo Fornabaio, Milo Scaglioni, Rachele Bastreghi)
2. Contro il mondo – 4:31 (musica: Francesco Bianconi)
3. La nostra vita – 4:42 (musica: Alberto Bazzoli, Claudio Brasini, Francesco Bianconi, Lorenzo Fornabaio, Milo Scaglioni)
4. Milano è la metafora dell'amore – 3:29 (musica: Alberto Bazzoli, Claudio Brasini, Francesco Bianconi, Lorenzo Fornabaio)
5. Jackie – 3:05 (musica: Francesco Bianconi)
6. Los Angeles – 3:19 (musica: Francesco Bianconi, Rachele Bastreghi)
7. Betabloccanti cimiteriali blues – 3:15 (musica: Francesco Bianconi, Rachele Bastreghi)
8. Gran Brianza lapdance asso di cuori stripping club – 3:56 (musica: Francesco Bianconi)
9. Il regno dei cieli – 5:21 (musica: Alberto Bazzoli, Francesco Bianconi, Lorenzo Fornabaio, Milo Scaglioni)
10. Cuore – 4:02 (musica: Francesco Bianconi, Rachele Bastreghi)

## Formazione

### Gruppo
- Francesco Bianconi: voce, chitarra elettrica, basso, mellotron, sintetizzatore
- Rachele Bastreghi: voce, cori

- Claudio Brasini: chitarra elettrica

### Altri musicisti
- Lorenzo Fornabaio: chitarre, cori
- Milo Scaglioni: basso, cori
- Giulia Formica: batteria, percussioni
- Alberto Bazzoli: piano, organo, clavinet
- Giancarlo Porro: sax tenore
- Domenico Mamone: sax baritono
- Francesco Bucci: trombone
- Luca Medioli: corno
- Paolo Ranieri: tromba
- Ivan A. Rossi: piano elettrico, sintetizzatore
- Esecutori di Metallo su Carta + Ensemble Testori: archi
- Alessandro Pozzetto, Shani-Yael Baldacci, Elisabetta Pettenò, Agnese Puiatti, Paulette Vincenzi, Francesca Caprioli, Pamela Garozzo, Samuela Marangon, Federica Blasi: coro gospel
- Anna Bianconi: sirena  [8]

## Classifiche
| Classifica (2023) | Posizione massima |
| ----------------- | ----------------- |
| Italia            | 4                 |